# فهرست پروژه‌های کتابخانه دیجیتال
این صفحه فهرستی از کتابخانه‌های دیجیتال را دربردارد:
| نام                                     | حوزه موضوعی                                            | حجم کار | توضیحات | ایجاد کننده                             |
| --------------------------------------- | ------------------------------------------------------ | --- | --- | --------------------------------------- |
| پروژه کتابخانه اسلامی دیجیتال اهل البیت | شیعه                                                   | | دیجیتالی می‌کند و نمایش می‌دهد منابع مربوط به تاریخ، فقه و جامعه دین اسلام و افراد با تأکید خاص در مدرسه فکر شیعه دوازده امامی | پروژه کتابخانه اسلامی دیجیتال اهل البیت |
| آزورا بونکو                             | زبان ژاپنی                                             | | اسناد دیجیتالی شده زبان ژاپنی | Aozora Bunko                            |
| آرنت ماینر                              | علوم رایانه و علوم اطلاعات                             | | یک سرویس برخط رایگان آماده شده برای نمایه کردن و جستجوی شبکه‌های اجتماعی دانشگاهی که توسط گروه علوم رایانه و فناوری دانشگاه چینهوا میزبانی می‌شود                                                                                                   | آرت ماینر                               |
| سرویس داده هنر و علوم انسانی            | هنر و علوم انسانی                                      | عکس، مطلب و دادگان بزرگی که از دانشگاه‌های مختلف بریتانیا گردآوری شده‌است. اگرچه در سال ۲۰۰۸ به کار خود پایان داد، ولی وبگاه آن همچنان فعال است | | دانشگاه کینگز لندن                      |
| آرخیو                                   | علوم                                                   | پیش‌پرینت‌های ریاضیات، فیزیک، علوم رایانه، زیست‌شناسی کمی و آمار                                                                                 | | دانشگاه کرنل                            |
| ویکی‌کتاب                                | عمومی                                                  | | یک کتابخانه دیجیتال از کتاب‌های جدید که مشابه ویکی‌پدیا ویرایش می‌شود |                                         |
| پروژه آوالون                            | مطالعات حقوق و تاریخ                                   | | اسنادی در زمینه حقوق، تاریخ و دیپلماسی | مدرسه حقوق ییل                          |
| کتابخانه اسلامی استرالیا                | تفسیر، حدیث، فقه، اصول و تعالیم اسلامی - مدرسه سنی فکر | | یاین کتابخانه بیش از ۳۵ کتاب تفسیر کلاسیک و معاصر قرآن، اکثر کتاب‌های حدیث، تعدادی از کتاب‌های زندگینامه مسلمانان اولیه و تعداد بسیار زیادی عنوان کتاب مرتبط را دربردارد. این کتابخانه مخاطبان بین‌المللی دارد و کتاب‌هایی به زبان‌های بین‌المللی دارد. | کتابخانه اسلامی استرالیا                |
| پروژه پرسئوس                            | مطالعات کلاسیک یونانی و رومی                           | | | دانشگاه تافتس                           |